# 彼得·比尔·波特
彼得·比尔·波特（英語：Peter Buell Porter，1773年8月14日—1844年3月20日），美国政治家，美国民主-共和党成员，曾任美国众议员（1809年-1813年、1815年-1816年）和美国战争部长（1828年-1829年）。
| 前任： 詹姆斯·巴伯 | 美国战争部长 1828年-1829年 | 繼任： 约翰·伊顿 |